# Dendrobium angustitepalum
Dendrobium angustitepalum är en orkidéart som först beskrevs av W.K.Harris och Mark Alwin Clements, och fick sitt nu gällande namn av André Schuiteman och De Vogel. Dendrobium angustitepalum ingår i släktet Dendrobium, och familjen orkidéer. Inga underarter finns listade i Catalogue of Life.